# Faux-Vésigneul
Faux-Vésigneul é uma comuna francesa na região administrativa do Grande Leste, no departamento de Marne. Estende-se por uma área de 39.42 km², e possui 242 habitantes, segundo o censo de 2018, com uma densidade de 6.1 hab/km².